# 嶺松院 (榊原政房の娘)
嶺松院（れいしょういん、生没不詳）は、阿波徳島藩第4代藩主・蜂須賀綱通の正室、のち美濃高須藩初代藩主・松平義行の継室。父は播磨姫路藩第2代藩主・榊原政房。母は継室で池尻共孝の娘。兄は榊原政倫。実名は松。

## 生涯
姫路藩主・榊原政房とその継室の長女として生まれる。徳島藩主・蜂須賀綱通へ嫁ぐが、延宝6年（1678年）に綱通は23歳で早世した。そのため、高須藩主・松平義行の継室として再嫁した。